# Bengt Ohlson (ishockeytränare)
För andra betydelser, se Bengt Olsson.
Bengt Ohlson, född 10 mars 1943 och kallad "Fisken", är en svensk tidigare ishockeyspelare och tränare. Han var förbundskapten för svenska ishockeylandslaget under säsongen 1980/1981 där Sverige tog silver på hemmaplan under världsmästerskapet 1981 efter en annars ganska svag säsong, men avgick senare efter ett mordhot tidigare under säsongen.
Med silvermedaljen blev han "Silverfisken" med svenska folket, efter att tidigare samma säsong ha kallats för "Torsken" när Sverige gjorde fiasko i Izvestijaturneringen 1980.

### Fotnoter
1. ↑  ”Bengt Ohlson” (på engelska). Eliteprospects. Arkiverad från originalet den 22 februari 2014. https://web.archive.org/web/20140222155801/http://www.eliteprospects.com/player.php?player=14995. Läst 12 juni 2011.
2. ↑   Sporten i dag 1981-1982. Semic. Läst 12 juni 2025
3. ↑  Byström, Bobby. ”När Sandlin inte gav Fagerlund sitt leende”. Tre Kronor - ett landslag. Strömberg. sid. 115
4. ↑  ”Förbundskapternas historia” (på svenska). Hockey (CEWE) (3-4):  sid. 35. 1995.